# Guayabero
Los guayaberos, cunimía, mitúa, mítiwa o jiw son un pueblo indígena de Colombia, originario de la cuenca del río Ariari y las riberas del río Guayabero, que habita actualmente en el bosque de galería y riberas del río Guaviare (Nawel). Son 2.960 personas, que hablan una lengua propia, de la Familia Guahibo.

## Forma de vida
Los Guayaberos eran nómadas, pero el despojo de su territorio por la colonización, los obligó a sedentarizarse. Aún se movilizan en canoas por el río y en caminatas de caza y recolección por el bosque, pero la agricultura es fundamental para su subsistencia, al lado de la pesca y la artesanía. 
En las huertas o chagras (lula, baká), el cultivo principal es la yuca amarga, o brava (baw, halw+ah, haltoet), de la que obtienen "casabe" (ben:tortilla) y "fariña" (maniku, béñel, beñilon: harina tostada). Cultivan también maíz (hes), batata (nat, d+ad), bore, ñame, aguacate, cacao, chontaduro, papaya, piña (duind), ají (nol), calabaza (yam), plátano, caña de azúcar, arroz, mango, algodón (papud), tabaco (jo) y achiote (hoes). El hombre es el encargado de tumbar y quemar para preparar el terreno y la mujer siembra, cuida y cosecha, (aunque hoy día esto último lo hacen juntos-hombre y mujer) 
Cazan con arcos (fadoit y woijta) y flechas (buya) y jabalinas o lanzas (b+oin), dantas (mesa), venados (alái), chigüiros (humbóe), diferentes clases de monos, cachirres (makléh), armadillos (tuha), pecarís (chama), lapas (ap+), agutís, aves, iguanas (matiw), y tortugas (hachk). Pescan tradicionalmente con arco y flecha y arpones (b+oin) y barbasco y además, actualmente con anzuelos y redes. Recolectan gran número de frutos y semillas (bats) silvestres, "mojojoy" (larvas de coleópteros Rynchophorus spp. que proliferan en las palmas) y huevos de tortuga, iguana y aves. Crían gallinas y cerdos para la venta.
Los hombres tejen instrumentos para procesar la yuca (wat: sebucán; hapaj: cernidor) y canastos para recibir la masa (japox), asarla (juit) y almacenar la harina (mapiri) o para otros usos. Las mujeres hilan fibra de tronco de palma y con ella fabrican hamacas (bu), mochilas y brazaletes; fabrican canastas de carga (joel); telas de corteza taja taja, del árbol f+tne; recipientes de totumo (haaft); y también ollas de barro (marma).
Para poder subsistir, muchos guayabero trabajan temporalmente por un salario. El desplazamiento forzado, la reducción de su territorio y de la fauna y flora del bosque han causado un gran perjuicio a los Guayabero, por lo que hoy se ven afectados por la desnutrición, la tuberculosis y el incremento de las infecciones intestinales y respiratorias.

## Asentamientos
Aunque antiguamente se usaban viviendas multifamiliares o malocas (t+hn+), ovaladas de 30 por 18 m. Actualmente viven en casas (ba) unifamiliares rectangulares de 26 m² de superficie, con techo de paja de hojas de palma, agrupadas en forma de óvalo, con una plazoleta o "trabajadero" al centro. Tanto para la pesca, en la playa, como para que las mujeres se alojen durante la menstruación y el parto, al lado de la casa principal, construyen albergues sin paredes con techo de dos aguas. 
Las actuales comunidades guayabero están asentadas en las cercanías del río Guaviare, en resguardos indígenas, en: 
- Barrancón: en la margen derecha del río, a 2 horas a pie desde la ciudad de San José del Guaviare.
- La Sal: municipio de Mapiripán (Meta), se ubica en la margen izquierda del río pasando por el bosque de galería a 30 minutos de camino.
- La Fuga: situado en la margen derecha del río a 2 horas de camino desde San José.
- Barranco Colorado: a 3 horas de Mapiripán hacia el oriente, pero en la margen derecha del río.
- Barranco Salado: a 30 minutos de Barranco Colorado abajo del río, cerca a Puerto Alvira, se encuentra en la ribera izquierda del río.
- Barranco Ceiba: a seis horas de Mapiripán sobre la orilla derecha.
- Mucuare: cerca de Barranco Ceiba, sobre la margen izquierda, pasando por el bosque de galería.

A partir de 1997 y hasta 2015, el 60% de los guayabero fueron desplazados por la violencia. Tras por lo menos 18 casos de desplazamiento forzado, varias familias están asentadas en Mapiripán, San José, incluso en terrenos del municipio de Puerto Concordia (Meta). En los nuevos asentamientos se han constituido los resguardos de:
- Naexil Püt: en Puerto Concordia.[3]
- Naexal Lajt: en Mapiripán[4]

Cada comunidad tiene un jefe o "capitán" (p+klón). Las fiestas son ocasiones para viajes, encuentros e intercambios, entre diferentes comunidades y familias.

## Matrimonio
El matrimonio ocurre a temprana edad, desde los 12 años para las mujeres y los 14 para los hombres. Por solicitud del novio los padres conversan y arreglan la fiesta de bodas (aunque en sí no hay una ceremonia como lo hay entre los occidentales), que a veces ocurre cuando la pareja ya convive. El matrimonio preferencial es entre primos cruzados. La regla es la monogamia. Es posible el divorcio, especialmente cuando se arguye que el cónyuge es perezoso o mal trabajador o la infidelidad.

## Cosmovisión
Conciben el universo constituido por diferentes niveles: en el superior o "cielo" están con los astros, seres que han desempeñado papeles especiales y espíritus de los antepasados buenos; en la tierra además de lo que vemos comúnmente, hay espíritus dép que influyen negativa o positivamente sobre la gente.
Para los Guayabero, determinados héroes han desempeñado un papel fundamental. Kuwei fue el creador que formó la tierra, la primera mujer, Jumino, a diferentes gentes y a varias especies de animales. Huimit, el sol, era un jefe guayabero. Nejeim fue el héroe cultural que enseñó a los Guayaberos a conocer su medio y practicar diversas actividades de subsistencia. Con él y otros antepasados aún pueden comunicarse en las ceremonias en las que se consume la bebida del "yajé" (tuipaj). La corteza cruda del yajé se masca como estimulante; en tanto que el "yopo" (dop), es inhalado (tuw) por los hombres, para averiguar el futuro o qué están tramando otras personas.
Los "payes" (pinhoin) pueden tratar con los dép y controlar las enfermedades, así como dirigir los rituales con el yajé y el uso del yopo. Son asistidos por cantores que desempeñan un papel imprescindible en su labor.